# Potlatch (Label)
Potlatch ist ein französisches Plattenlabel für Free Jazz, Experimental- und  Improvisationsmusik.
Das unabhängige Plattenlabel Potlatch wurde um 1998 von dem früheren Saxophonisten der Formation Axolotl, Jacques Oger, und dem Live-Elektroniker Jean-Marc Foussat gegründet. Auf dem Label erschien seitdem Musik u. a. von Derek Bailey, Burkhard Beins, John Butcher, Xavier Charles,  Axel Dörner, Michel Doneda, Cor Fuhler, Jean-Luc Guionnet, Steve Lacy, Daunik Lazro, Joëlle Léandre, Denman Maroney, Keith Rowe. Evan Parker, Fred Van Hove und Carlos Zingaro.